# Tom Schwarz
Tom Schwarz (Halle, 29 maggio 1994) è un pugile tedesco.

## Carriera
Schwarz inizia la propria carriera da professionista il 28 giugno 2013 sconfiggendo il connazionale Mario Schmidt per KO al primo round. Segnalatosi tra i talenti più interessanti del panorama boxistico tedesco, nel 2015 si aggiudica il titolo giovanile WBO dei pesi massimi a cui andrà ad aggiungere la sigla WBC l'anno seguente.
Con alle spalle diciotto vittorie consecutive, nel 2017 si laurea campione intercontinentale WBO con un KO sul serbo Adnan Redzovic, difendendo poi la cintura in cinque occasioni. L'incontro più importante della carriera avviene il 15 giugno 2019 a Las Vegas contro l'imbattuto campione lineare Tyson Fury, ma il tedesco non va oltre la seconda ripresa e subisce così la prima sconfitta da professionista.